# Urkund
Urkund (Urkony, Örkény) Anonymus szerint Tonuzoba besenyő törzsfő fia volt.
Nevének eredete az erkin türk méltóságnév.
Tonuzobát Taksony fejedelem hívta be az országba, hogy szövetségeseként katonai erejét határvédelemre használhassa a 955-ös augsburgi vereség utáni időszakban. Népének zömét a nyugati határon a mosoni kapunál telepítette le ekkor valószínűleg Taksony, ami ekkor nyugatabbra volt, mint a későbbi Magyar Királyság határa.
A besenyők közül a talmácsok törzse jött be főleg – az ő törzsfőjük lehetett Tonuzoba –, ezeknek helynevei megtalálhatók Morvaországtól (Tlumačov) Stájerországig (Tillmitsch).
A nyugati határra telepített besenyőket Urkund ellenőrizhette, valószínű (egyik) szálláshelyének nevét őrzi a Fertő melletti Urkony puszta őrzi.
Az Örkény nemzetségről feltételezhető, hogy Urkundtól ered.